# 小行星42295
42295 邓丽君 (42295 Teresateng，临时名称: 2001 UG17) 是一个主小行星帶微型行星。它由楊光宇于2001年10月23日在其位于美国亚利桑那州本森附近的私人天文台沙漠之鷹发现。
該小行星以台湾歌星邓丽君命名。